# Téléphone
Téléphone was een Franse rockgroep ontstaan in 1976 
die bestond uit Jean-Louis Aubert (zanger), Louis Bertignac (gitarist), 
Corine Marienneau (bas) en Richard Kolinka (drum).
Hun eerste album werd in 1977 uitgebracht. De groep ontwikkelde zich tot een van de belangrijkste Franse rockbands en was het voorprogramma voor The Rolling Stones in Parijs, Quebec, de Verenigde Staten en Japan. Téléphone trad in 1985 op op Parkpop in Den Haag. De band ging in 1986 uit elkaar, om persoonlijke redenen.
Hun meest bekende nummers zijn: "Hygiaphone", "Metro c'est trop", "La bombe humaine", "Argent trop cher", "Ça (C'est vraiment toi)", "Cendrillon", "New York avec toi" en "Un autre Monde".

## Discografie

### Studioalbums
- Téléphone (1977) - Anna, Sur La Route, Dans Ton Lit, Le Vaudou, Telephomme, Hygiaphone, Metro c'est Trop, Prends Ce Que Tu Veux, Flipper
- Crache Ton Venin (1979) - Crache Ton Venin, Faits Divers, J'suis Parti De Chez Mes Parents, Facile, La Bombe Humaine, J'sais Pas Quoi Faire, Ne Me Regarde Pas / Regarde Moi, Un Peu De Ton Amour, Tu Vas Me Manquer
- Au Cœur De La Nuit (1980) - Au Cœur De La Nuit, Ploum Ploum, Pourquoi N'essaies-Tu Pas ?, Seul, Laisse Tomber, Un Homme + Un Homme, Les Ils Et Les Ons, Argent Trop Cher, Ordinaire, 2000 Nuits, Fleur De Ma Ville, La Laisse, Le Silence
- Dure Limite (1982) - Dure Limite, Ça (C'est Vraiment Toi), Jour Contre Jour, Ex-Robin Des Bois, Le Chat, Serrez, Le Temps, Cendrillon, Juste Un Autre Genre, Ce Soir Est Ce Soir
- Un autre monde (1984) - Les Dunes, New York Avec Toi, Loin De Toi (Un peu trop loin), 66 Heures, Ce Que Je Veux, Le Garçon D'ascenseur, Oublie Ça, T'as Qu'ces Mots, Le Taxi Las, Electric-Cite, Un Autre Monde

### Livealbums
- Le Live (1986) - Au cœur de la nuit, Fait divers, Dure limite, Un peu de ton amour, La bombe humaine, Cendrillon, New York avec toi, Electric Cite, Le Taxi las, Juste un autre genre, Ce que je veux, Argent trop cher, Ca (c'est vraiment toi), Un autre monde, Hygiaphone, Fleur de ma ville
- Paris 81 (2000) - Crache ton venin, Faits divers, Au cœur de la nuit, Ploum ploum, Fleur de ma ville, Argent trop cher, Ordinaire, La bombe humaine, Laisse Tomber, Seul, Telephomme, Hygiaphone, Tu vas me manquer, Le Silence